# 2019年亞洲棒球錦標賽
2019年亞洲棒球錦標賽（英語：The 29th Asian Baseball Championship），是第廿九屆亞洲棒球錦標賽，於2019年10月14日至10月20日在台灣臺中市及雲林縣舉行。本屆共有8支隊伍參加，為亞錦賽史上最多的一屆。於本屆比賽中獲得前兩名的隊伍（日本除外）將獲得2020年奧運棒球最終資格賽的參賽資格，最終由中華臺北代表隊及中國代表隊取得資格。

## 大會概要
- 比賽名稱：第廿九屆亞洲棒球錦標賽。
- 主辦單位：亞洲棒球總會
- 承辦單位：中華民國棒球協會、台中市政府、雲林縣政府
- 比賽日期：2019年10月14日至10月20日
- 比賽場地：臺中市洲際棒球場、斗六棒球場、台中棒球場
- 轉播單位：緯來電視網、中華電信MOD、HamiVideo、愛爾達電視
- 參賽隊伍： 
  - A組: 中華臺北、 日本、 中國香港、 斯里蘭卡
  - B組: 、 中國、 菲律賓、 巴基斯坦

## 參賽隊伍資格
| 資格賽                             | 參賽隊伍                                                  | 入選資格                        | 入選隊伍              |
| ---------------------------------- | --------------------------------------------------------- | ------------------------------- | --------------------- |
| 2017年第二十八屆亞洲棒球錦標賽     | 日本 · 中華臺北 · 菲律賓 · 中國香港 · 巴基斯坦 · 斯里蘭卡 | 前4名                           | 日本 · 中華臺北 · 註1 |
| 2018年第十二屆亞洲盃棒球賽（東區） | 菲律賓 · 泰國 · 中國香港 · 印度尼西亞 · 新加坡            | 第一名受表揚 註2                | 菲律賓 · 中國香港     |
| 2019年第十四屆亞洲盃棒球賽（西區） | 斯里蘭卡 · 巴基斯坦 · 印度 · 伊朗 · 尼泊尔                | 前兩名                          | 斯里蘭卡 · 巴基斯坦   |
| 亞洲球隊2018年年終世界排名註3      |                                                           | 第一名 （已獲參賽資格隊伍除外） | 中國                  |

- 註Ⅰ：前四名中的 菲律賓，由於該次賽事賽程爭議事件，故不計入該隊參賽資格，且不由後位名次球隊遞補。
- 註2：亞洲棒球總會在賽會中為表揚 中國香港首次主辦亞洲盃棒球賽，象徵著亞洲棒球發展更加廣大、頗具意義，故給予該隊保送資格。
- 註3：因應2017年第二十八屆亞洲棒球錦標賽中，原 菲律賓留下的資格空缺，改由前一年之年終世界排名決定。

## 最終排名
| 排名 | 隊伍     |
| ---- | -------- |
|      | 中華臺北 |
|      | 日本     |
|      | 中國註1  |
| 4    |          |
| 5    | 菲律賓   |
| 6    | 中國香港 |
| 7    | 斯里蘭卡 |
| 8    | 巴基斯坦 |

- 註1：因 日本本次獲得亞軍，故由 中国遞補資格參加明年的2020年夏季奧林匹克運動會棒球最終資格賽參賽權。如 中華臺北於12強賽取得奧運資格，將由 遞補參加最終資格賽。

## 特殊事蹟
- 本次賽事參賽隊數達八隊，創下亞洲棒球錦標賽有史以來最多球隊參賽紀錄。
- 中国繼2005年第二十三屆亞洲棒球錦標賽季軍賽後，再次於本屆賽事預賽[1]及季軍賽[2]擊敗 。
- 菲律賓首度於亞洲棒球錦標賽擊敗 中国，寫下紀錄。[3]
- 儘管世界棒壘球聯盟已於2019年1月將「對戰優質率」之應用方法改為現行制度，惟本次賽事大會卻例外採取「舊制度」，飽受批評與撻伐。
- 中国繼2005年第二十三屆亞洲棒球錦標賽後，再次獲得季軍。[2]
- 中華臺北繼2001年第二十一屆亞洲棒球錦標賽後，再次獲得冠軍。[4]
- 中華臺北劉致榮於冠軍賽7局下半2出局時上場救援面對 日本，投2.1局面對8名打者共用了32球，所有直球速度皆在150公里以上，最快球速158公里，期間連續飆出5次三振，為 中華臺北鎮守勝利，並獲選為本屆賽事最有價值球員（MVP）。

## 外部連結
- 2019年亞洲棒球錦標賽（页面存档备份，存于）【官網】
- 中華民國棒球協會／賽事頁面（页面存档备份，存于）【官網】
- 2019年第二十九屆亞洲棒球錦標賽-台灣棒球維基館（页面存档备份，存于）